# Kinh tế nhà Đinh
Kinh tế Việt Nam thời Đinh phản ánh tình hình kinh tế nước Đại Cồ Việt từ năm 968 đến năm 979 dưới thời nhà Đinh trong lịch sử Việt Nam. Trong thời kỳ này, nền kinh tế được đánh giá là phát triển khá ổn định và đa dạng.

## Nông nghiệp
Nước Đại Cồ Việt thời Đinh cơ bản vẫn là một nước nông nghiệp. Ý thức về quyền tập trung của nhà nước quân chủ dẫn đến sự hình thành quan niệm về quyền sở hữu tối cao của nhà vua đối với ruộng đất trong nước. Phần lớn ruộng đất ở làng xã trong cả nước thuộc về triều đình, do triều đình sở hữu.
Lê Văn Siêu cho rằng loạn 12 sứ quân mở ra một thiện quả có lợi cho nông nghiệp phát triển. Đó là sự lan tỏa của nông dân đi tới những vùng đất hoang. Loạn lạc khiến những người nông dân không thể chỉ bám lấy đất tổ tiên mà phải di cư đi tới những vùng đất mới và mở mang ruộng mới, khiến đất hoang thời Đinh được mở mang nhiều hơn so với trước.

### Ruộng công
Kế tục nhà Ngô, nhà Đinh tiếp tục ban thực ấp cho các quan lại công thần, như Trần Lãm ở trang Lạc Đạo (Nam Định), Nguyễn Tấn ở Ẩn La (Nam Định), Phạm Hán, Phạm Phổ ở Bình Lục (Hà Nam), Lê Lương ở Ái châu (Thanh Hóa).
Tuy nhiên, chế độ phân phong thời Đinh chỉ là tạm thời, người được phong không trở thành địa chủ sở hữu tư nhân ruộng đất tại đó. Đất phong là đơn vị hành chính mà người được phong là quan chức hưởng tô thuế trong vùng, coi như một thứ lương bổng; số lương bổng này lẽ ra lấy từ kho của triều đình thì người nhận phong hưởng do các công xã nộp trực tiếp, sau khi họ qua đời toàn bộ ruộng đất trả về triều đình.
Những ruộng đất ở làng xã và ruộng mới hình thành do khai hoang, nhân dân theo tập tục chia ruộng đều cho nhau cày cấy và nộp thuế cho triều đình.

### Ruộng nhà chùa
Do sự đóng góp nhất định của tầng lớp tăng đạo đối với đất nước, họ cũng được vua Đinh cấp cho ruộng đất. Nhà chùa cũng sở hữu một số đất đai và trở thành một đơn vị kinh tế thời phong kiến.

### Ruộng tư
Một số trang trại hình thành từ thời Bắc thuộc do con cháu các quan lại người phương Bắc được triều đình trung ương cho phép tồn tại, thuộc quyền sở hữu tư nhân. Chính sách thông thoáng về thương mại góp phần thúc đẩy chế độ tư hữu ruộng đất và xuất hiện việc mua bán ruộng đất. Sự phát triển của nhà Đinh từng bước giải thể phương thức sản xuất châu Á thời cổ đại và tiếp tục thúc đẩy quá trình phong kiến hóa nền kinh tế - xã hội nước Đại Cồ Việt, giúp đời sống nhân dân đi vào ổn định.

## Thủ công nghiệp
Trên cơ sở sự phát triển của các nghề thủ công truyền thống, thủ công nghiệp tiếp tục phát triển. Một số quan xưởng thuộc sở hữu của triều đình được hình thành để sản xuất các vật dụng cho vua quan và đúc tiền, đúc vũ khí.
Những nghề sản xuất thủ công nghiệp trong dân gian gồm có kéo tơ, dệt lụa, rèn sắt, làm giấy, đúc đồng, làm vàng bạc,… với trình độ ngày càng nâng cao. Một số ngành nghề mới xuất hiện trong thời kỳ này, điển hình là nghề thuộc da.

## Thương mại và tiền tệ
Sử sách ghi chép rất ít về hoạt động thương mại thời Đinh. Năm 979 Đinh Tiên Hoàng bị ám hại, nội bộ lục đục, nhà Tống lăm le xâm lược nước ta,Theo Đại Việt sử ký toàn thư, năm 976, có thuyền buôn nước ngoài cập bến Đại Cồ Việt. Hoa Lư đương thời là một thương cảng lớn, sông Hoàng Long cũng là một tuyến giao thông quan trọng đối với việc thông thương lúc đó. Các nhà nghiên cứu cho rằng dòng sông Hoàng Long khi đó còn rất rộng, chưa bị thu hẹp như hiện nay.
Theo Lê Văn Siêu, những cơ sở thương mại cũ của người Hoa, vốn hình thành từ thời Bắc thuộc, qua chiến tranh giữa Đinh Tiên Hoàng và các sứ quân, đã bị tan vỡ.
Khi lên làm vua, Đinh Tiên Hoàng đặt niên hiệu là Thái Bình và cho đúc tiền Thái Bình hưng bảo bằng đồng. Đây là tiền duy nhất được phát hành trong thời nhà Đinh, vì cho dù sau này có sự thay đổi ngôi vua trong họ Đinh nhưng không có sự thay đổi niên hiệu (Đinh Toàn lên kế vị vẫn dùng niên hiệu Thái Bình).
Khảo cổ học cho thấy Thái Bình hưng bảo có ba loạt khác nhau. Cả ba loạt đều có lỗ hình vuông ở giữa và có đường kính không đều nhưng bình quân khoảng 22 mm. Cả ba loạt đều có mặt trước ghi chữ Thái Bình hưng bảo bằng chữ Hán. Có một loạt thay vì chữ Thái lại là chữ Đại. Hiện chưa rõ: do lâu ngày đồng tiền đó bị hỏng nên mất một chấm, hay đó thực sự là chữ Đại nhưng được đọc là Thái. Về mặt sau, thường có chữ Đinh (họ của vua) đúc nổi; nhưng có một loạt không có chữ gì. Tiền Thái Bình hưng bảo đúc bằng hợp kim chứa nhiều đồng hình tròn, lỗ vuông kiểu tiền Trung Quốc.
Kinh tế tiền tệ nước Đại Cồ Việt thời nhà Đinh còn mới manh nha, tiền không thực sử được sử dụng nhiều, trao đổi hàng hóa là chính, lương bổng và thuế má đều bằng hiện vật. Một số đồng tiền nhà Đường cũ như Khai Nguyên và nhà Tống đương thời như Thuần Hóa, Tường Phù được lưu hành trong nước Đại Cồ Việt.